# Abendberg
Abendberg é uma das montanhas dos Alpes Berneses com 1830 metros de altitude, muito celebrado pelos seus belos panoramas.